# KBO 리그 시즌 목록
다음은 KBO 리그 시즌 목록이다.

## 역대 우승 횟수
| 구단          | 우승 횟수 | 준우승 횟수 | 우승 연도                                                              | 준우승 연도                                                      |
| ------------- | --------- | ----------- | ---------------------------------------------------------------------- | ---------------------------------------------------------------- |
| KIA 타이거즈  | 12        | 0           | 1983, 1986, 1987, 1988, 1989, 1991, 1993, 1996, 1997, 2009, 2017, 2024 |                                                                  |
| 삼성 라이온즈 | 8         | 11          | 1985, 2002, 2005, 2006, 2011, 2012, 2013, 2014                         | 1982, 1984, 1986, 1987, 1990, 1993, 2001, 2004, 2010, 2015, 2024 |
| 두산 베어스   | 6         | 9           | 1982, 1995, 2001, 2015, 2016, 2019                                     | 2000, 2005, 2007, 2008, 2013, 2017, 2018, 2020, 2021             |
| SSG 랜더스    | 5         | 4           | 2007, 2008, 2010, 2018, 2022                                           | 2003, 2009, 2011, 2012                                           |
| 현대 유니콘스 | 4         | 2           | 1998, 2000, 2003, 2004                                                 | 1994, 1996                                                       |
| LG 트윈스     | 3         | 4           | 1990, 1994, 2023                                                       | 1983, 1997, 1998, 2002                                           |
| 롯데 자이언츠 | 2         | 3           | 1984, 1992                                                             | 1985, 1995, 1999                                                 |
| 한화 이글스   | 1         | 5           | 1999                                                                   | 1988, 1989, 1991, 1992, 2006                                     |
| NC 다이노스   | 1         | 1           | 2020                                                                   | 2016                                                             |
| KT 위즈       | 1         | 1           | 2021                                                                   | 2023                                                             |
| 키움 히어로즈 | 0         | 3           |                                                                        | 2014, 2019, 2022                                                 |

## 1980년대
| 연도   | 1위           | 2위           | 3위             | 4위           | 5위           | 6위             | 7위           |
| 1982년 | OB 베어스     | 삼성 라이온즈 | MBC 청룡        | 해태 타이거즈 | 롯데 자이언츠 | 삼미 슈퍼스타즈 |               |
| 1983년 | 해태 타이거즈 | MBC 청룡      | 삼미 슈퍼스타즈 | 삼성 라이온즈 | OB 베어스     | 롯데 자이언츠   |               |
| 1984년 | 롯데 자이언츠 | 삼성 라이온즈 | OB 베어스       | MBC 청룡      | 해태 타이거즈 | 삼미 슈퍼스타즈 |               |
| 1985년 | 삼성 라이온즈 | 롯데 자이언츠 | 해태 타이거즈   | OB 베어스     | MBC 청룡      | 청보 핀토스     |               |
| 1986년 | 해태 타이거즈 | 삼성 라이온즈 | MBC 청룡        | OB 베어스     | 롯데 자이언츠 | 청보 핀토스     | 빙그레 이글스 |
| 1987년 | 해태 타이거즈 | 삼성 라이온즈 | 롯데 자이언츠   | OB 베어스     | MBC 청룡      | 빙그레 이글스   | 청보 핀토스   |
| 1988년 | 해태 타이거즈 | 빙그레 이글스 | 롯데 자이언츠   | 삼성 라이온즈 | OB 베어스     | MBC 청룡        | 태평양 돌핀스 |
| 1989년 | 해태 타이거즈 | 빙그레 이글스 | 태평양 돌핀스   | 삼성 라이온즈 | OB 베어스     | MBC 청룡        | 롯데 자이언츠 |

### 전후기별 순위
|             | 1위           | 2위             | 3위           | 4위           | 5위           | 6위             | 7위           |      | 1위           | 2위           | 3위             | 4위           | 5위           | 6위             | 7위           |
| 1982년 전기 | OB 베어스     | 삼성 라이온즈   | MBC 청룡      | 해태 타이거즈 | 롯데 자이언츠 | 삼미 슈퍼스타즈 |               | 후기 | 삼성 라이온즈 | OB 베어스     | MBC 청룡        | 해태 타이거즈 | 롯데 자이언츠 | 삼미 슈퍼스타즈 |               |
| 1983년 전기 | 해태 타이거즈 | 삼미 슈퍼스타즈 | MBC 청룡      | 롯데 자이언츠 | 삼성 라이온즈 | OB 베어스       |               | 후기 | MBC 청룡      | 삼성 라이온즈 | 삼미 슈퍼스타즈 | 해태 타이거즈 | OB 베어스     | 롯데 자이언츠   |               |
| 1984년 전기 | 삼성 라이온즈 | OB 베어스       | MBC 청룡      | 롯데 자이언츠 | 해태 타이거즈 | 삼미 슈퍼스타즈 |               | 후기 | 롯데 자이언츠 | OB 베어스     | 해태 타이거즈   | MBC 청룡      | 삼성 라이온즈 | 삼미 슈퍼스타즈 |               |
| 1985년 전기 | 삼성 라이온즈 | OB 베어스       | 해태 타이거즈 | 롯데 자이언츠 | MBC 청룡      | 삼미 슈퍼스타즈 |               | 후기 | 삼성 라이온즈 | 롯데 자이언츠 | 해태 타이거즈   | 청보 핀토스   | OB 베어스     | MBC 청룡        |               |
| 1986년 전기 | 삼성 라이온즈 | 해태 타이거즈   | 롯데 자이언츠 | MBC 청룡      | OB 베어스     | 청보 핀토스     | 빙그레 이글스 | 후기 | OB 베어스     | 해태 타이거즈 | MBC 청룡        | 삼성 라이온즈 | 롯데 자이언츠 | 빙그레 이글스   | 청보 핀토스   |
| 1987년 전기 | 삼성 라이온즈 | OB 베어스       | 해태 타이거즈 | 롯데 자이언츠 | MBC 청룡      | 빙그레 이글스   | 청보 핀토스   | 후기 | 삼성 라이온즈 | 해태 타이거즈 | 롯데 자이언츠   | MBC 청룡      | OB 베어스     | 청보 핀토스     | 빙그레 이글스 |
| 1988년 전기 | 해태 타이거즈 | 빙그레 이글스   | OB 베어스     | 롯데 자이언츠 | 삼성 라이온즈 | 태평양 돌핀스   | MBC 청룡      | 후기 | 해태 타이거즈 | 삼성 라이온즈 | 빙그레 이글스   | 롯데 자이언츠 | OB 베어스     | MBC 청룡        | 태평양 돌핀스 |

## 1990년대
| 연도   | 1위           | 2위           | 3위             | 4위           | 5위           | 6위             | 7위             | 8위             |
| 1990년 | LG 트윈스     | 삼성 라이온즈 | 해태 타이거즈   | 빙그레 이글스 | 태평양 돌핀스 | 롯데 자이언츠   | OB 베어스       |                 |
| 1991년 | 해태 타이거즈 | 빙그레 이글스 | 삼성 라이온즈   | 롯데 자이언츠 | 태평양 돌핀스 | LG 트윈스       | 쌍방울 레이더스 | OB 베어스       |
| 1992년 | 롯데 자이언츠 | 빙그레 이글스 | 해태 타이거즈   | 삼성 라이온즈 | OB 베어스     | 태평양 돌핀스   | LG 트윈스       | 쌍방울 레이더스 |
| 1993년 | 해태 타이거즈 | 삼성 라이온즈 | OB 베어스       | LG 트윈스     | 빙그레 이글스 | 롯데 자이언츠   | 쌍방울 레이더스 | 태평양 돌핀스   |
| 1994년 | LG 트윈스     | 태평양 돌핀스 | 한화 이글스     | 해태 타이거즈 | 삼성 라이온즈 | 롯데 자이언츠   | OB 베어스       | 쌍방울 레이더스 |
| 1995년 | OB 베어스     | 롯데 자이언츠 | LG 트윈스       | 해태 타이거즈 | 삼성 라이온즈 | 한화 이글스     | 태평양 돌핀스   | 쌍방울 레이더스 |
| 1996년 | 해태 타이거즈 | 현대 유니콘스 | 쌍방울 레이더스 | 한화 이글스   | 롯데 자이언츠 | 삼성 라이온즈   | LG 트윈스       | OB 베어스       |
| 1997년 | 해태 타이거즈 | LG 트윈스     | 쌍방울 레이더스 | 삼성 라이온즈 | OB 베어스     | 현대 유니콘스   | 한화 이글스     | 롯데 자이언츠   |
| 1998년 | 현대 유니콘스 | LG 트윈스     | 삼성 라이온즈   | OB 베어스     | 해태 타이거즈 | 쌍방울 레이더스 | 한화 이글스     | 롯데 자이언츠   |
| 1999년 | 한화 이글스   | 롯데 자이언츠 | 두산 베어스     | 삼성 라이온즈 | 현대 유니콘스 | LG 트윈스       | 해태 타이거즈   | 쌍방울 레이더스 |

### 리그별 순위
|             | 1위           | 2위           | 3위           | 4위           |      | 1위           | 2위           | 3위         | 4위             |
| 1999년 드림 | 두산 베어스   | 롯데 자이언츠 | 현대 유니콘스 | 해태 타이거즈 | 매직 | 삼성 라이온즈 | 한화 이글스   | LG 트윈스   | 쌍방울 레이더스 |
| 2000년 드림 | 현대 유니콘스 | 두산 베어스   | 삼성 라이온즈 | 해태 타이거즈 | 매직 | LG 트윈스     | 롯데 자이언츠 | 한화 이글스 | SK 와이번스     |

## 2000년대
| 연도   | 1위           | 2위           | 3위           | 4위           | 5위           | 6위           | 7위           | 8위           |
| 2000년 | 현대 유니콘스 | 두산 베어스   | 삼성 라이온즈 | LG 트윈스     | 롯데 자이언츠 | 해태 타이거즈 | 한화 이글스   | SK 와이번스   |
| 2001년 | 두산 베어스   | 삼성 라이온즈 | 현대 유니콘스 | 한화 이글스   | KIA 타이거즈  | LG 트윈스     | SK 와이번스   | 롯데 자이언츠 |
| 2002년 | 삼성 라이온즈 | LG 트윈스     | KIA 타이거즈  | 현대 유니콘스 | 두산 베어스   | SK 와이번스   | 한화 이글스   | 롯데 자이언츠 |
| 2003년 | 현대 유니콘스 | SK 와이번스   | KIA 타이거즈  | 삼성 라이온즈 | 한화 이글스   | LG 트윈스     | 두산 베어스   | 롯데 자이언츠 |
| 2004년 | 현대 유니콘스 | 삼성 라이온즈 | 두산 베어스   | KIA 타이거즈  | SK 와이번스   | LG 트윈스     | 한화 이글스   | 롯데 자이언츠 |
| 2005년 | 삼성 라이온즈 | 두산 베어스   | SK 와이번스   | 한화 이글스   | 롯데 자이언츠 | LG 트윈스     | 현대 유니콘스 | KIA 타이거즈  |
| 2006년 | 삼성 라이온즈 | 한화 이글스   | 현대 유니콘스 | KIA 타이거즈  | 두산 베어스   | SK 와이번스   | 롯데 자이언츠 | LG 트윈스     |
| 2007년 | SK 와이번스   | 두산 베어스   | 한화 이글스   | 삼성 라이온즈 | LG 트윈스     | 현대 유니콘스 | 롯데 자이언츠 | KIA 타이거즈  |
| 2008년 | SK 와이번스   | 두산 베어스   | 롯데 자이언츠 | 삼성 라이온즈 | 한화 이글스   | KIA 타이거즈  | 히어로즈      | LG 트윈스     |
| 2009년 | KIA 타이거즈  | SK 와이번스   | 두산 베어스   | 롯데 자이언츠 | 삼성 라이온즈 | 히어로즈      | LG 트윈스     | 한화 이글스   |

## 2010년대
| 연도   | 1위           | 2위           | 3위           | 4위           | 5위           | 6위           | 7위           | 8위           | 9위           | 10위          |
| 2010년 | SK 와이번스   | 삼성 라이온즈 | 두산 베어스   | 롯데 자이언츠 | KIA 타이거즈  | LG 트윈스     | 넥센 히어로즈 | 한화 이글스   |               |               |
| 2011년 | 삼성 라이온즈 | SK 와이번스   | 롯데 자이언츠 | KIA 타이거즈  | 두산 베어스   | 한화 이글스   | LG 트윈스     | 넥센 히어로즈 |               |               |
| 2012년 | 삼성 라이온즈 | SK 와이번스   | 두산 베어스   | 롯데 자이언츠 | KIA 타이거즈  | 넥센 히어로즈 | LG 트윈스     | 한화 이글스   |               |               |
| 2013년 | 삼성 라이온즈 | 두산 베어스   | LG 트윈스     | 넥센 히어로즈 | 롯데 자이언츠 | SK 와이번스   | NC 다이노스   | KIA 타이거즈  | 한화 이글스   |               |
| 2014년 | 삼성 라이온즈 | 넥센 히어로즈 | NC 다이노스   | LG 트윈스     | SK 와이번스   | 두산 베어스   | 롯데 자이언츠 | KIA 타이거즈  | 한화 이글스   |               |
| 2015년 | 두산 베어스   | 삼성 라이온즈 | NC 다이노스   | 넥센 히어로즈 | SK 와이번스   | 한화 이글스   | KIA 타이거즈  | 롯데 자이언츠 | LG 트윈스     | KT 위즈       |
| 2016년 | 두산 베어스   | NC 다이노스   | 넥센 히어로즈 | LG 트윈스     | KIA 타이거즈  | SK 와이번스   | 한화 이글스   | 롯데 자이언츠 | 삼성 라이온즈 | KT 위즈       |
| 2017년 | KIA 타이거즈  | 두산 베어스   | 롯데 자이언츠 | NC 다이노스   | SK 와이번스   | LG 트윈스     | 넥센 히어로즈 | 한화 이글스   | 삼성 라이온즈 | KT 위즈       |
| 2018년 | SK 와이번스   | 두산 베어스   | 한화 이글스   | 넥센 히어로즈 | KIA 타이거즈  | 삼성 라이온즈 | 롯데 자이언츠 | LG 트윈스     | KT 위즈       | NC 다이노스   |
| 2019년 | 두산 베어스   | 키움 히어로즈 | SK 와이번스   | LG 트윈스     | NC 다이노스   | KT 위즈       | KIA 타이거즈  | 삼성 라이온즈 | 한화 이글스   | 롯데 자이언츠 |

## 2020년대
| 연도   | 1위          | 2위           | 3위           | 4위         | 5위           | 6위          | 7위           | 8위           | 9위          | 10위          |
| 2020년 | NC 다이노스  | 두산 베어스   | KT 위즈       | LG 트윈스   | 키움 히어로즈 | KIA 타이거즈 | 롯데 자이언츠 | 삼성 라이온즈 | SK 와이번스  | 한화 이글스   |
| 2021년 | KT 위즈      | 두산 베어스   | 삼성 라이온즈 | LG 트윈스   | 키움 히어로즈 | SSG 랜더스   | NC 다이노스   | 롯데 자이언츠 | KIA 타이거즈 | 한화 이글스   |
| 2022년 | SSG 랜더스   | 키움 히어로즈 | LG 트윈스     | KT 위즈     | KIA 타이거즈  | NC 다이노스  | 삼성 라이온즈 | 롯데 자이언츠 | 두산 베어스  | 한화 이글스   |
| 2023년 | LG 트윈스    | KT 위즈       | SSG 랜더스    | NC 다이노스 | 두산 베어스   | KIA 타이거즈 | 롯데 자이언츠 | 삼성 라이온즈 | 한화 이글스  | 키움 히어로즈 |
| 2024년 | KIA 타이거즈 | 삼성 라이온즈 | LG 트윈스     | 두산 베어스 | KT 위즈       | SSG 랜더스   | 롯데 자이언츠 | 한화 이글스   | NC 다이노스  | 키움 히어로즈 |